# Gare de Bergen
La gare de Bergen est située dans le centre-ville de Bergen. Elle a été mise en service en 1913 soit quatre ans après la ligne de Bergen. Elle a remplacé l'ancienne gare de Bergen de 1883, qui avait été conçue et construite pour la ligne de Voss. Le bâtiment est l’œuvre de  Jens Zetlitz Kielland Monrad, après un concours d'architecture. Elle se situe à 471,25 km d'Oslo.

## Service des voyageurs

### Accueil
La gare de Bergen se situe sur la côte norvégienne-ouest, au bord de la mer de Norvège, à 3,9 m d'altitude, au point kilométrique 526,64 km de la ligne de Bergen au départ d'Oslo (pk 0).  
Celle-ci se compose de 4 voies en impasse donnant sur un bâtiment entièrement construit en vieilles pierres grises de la région, ce qui lui confère un charme indéniable, et a d'ailleurs contribué à son classement.
À la sortie de la gare, les trains entrent dans le tunnel d'Ulriken d'une longueur de 7,67 km, avant d'en ressortir directement au niveau de l'arrêt suivant de la ligne, à savoir la gare d' Arna.

### Desserte ferroviaire

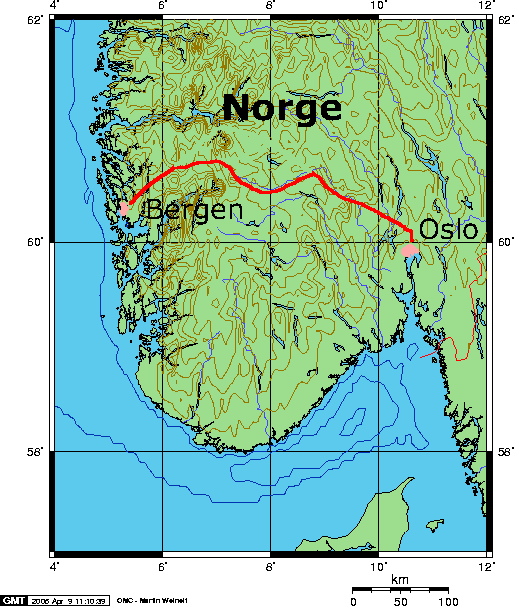
Bergensbanen.

| Origine  | Arrêt précédent | Train | Train | Train | Arrêt suivant | Destination                           |
| -------- | --------------- | ----- | ----- | ----- | ------------- | ------------------------------------- |
| Terminus | Terminus        |       | Vy    |       | Arna          | Voss, Myrdal, Hønefoss, Drammen, Oslo |
| Terminus | Terminus        |       | Vy    |       | Arna          | Voss, Myrdal, Flåm                    |

| Gare précédente |                        |                        |                        | Gare suivante |
| --------------- | ---------------------- | ---------------------- | ---------------------- | ------------- |
| Terminus        | Ligne de Bergen        | Ligne de Bergen        | Ligne de Bergen        | Arna          |
| Gare précédente | Trains longue distance | Trains longue distance | Trains longue distance | Gare suivante |
| Terminus        | 41                     | Bergen–Oslo S          |                        | Arna          |
| Gare précédente | Trains régionaux       | Trains régionaux       | Trains régionaux       | Gare suivante |
| Terminus        | 45                     | Bergen-Voss-Myrdal     |                        | Arna          |
| Gare précédente | Train omnibus          | Train omnibus          | Train omnibus          | Gare suivante |
| Terminus        | 43                     | Bergen–Arna            |                        | Arna          |

## Intermodalité

### -> Lignes de métro léger (Bybanen i Bergen)
|  | 1 - Aéroport de Bergen-Flesland - Lagunen - Nesttun - Sletten - Kronstad - Danmarks plass - Nygård - Gare routière - Nonneseter (Gare ferroviaire) - Byparken (centre-festplassen) |
|  | 2 - Fyllingsdalen - Kristianborg - Kronstad - Fløen - Gare routière - Nonneseter (Gare ferroviaire) - Kaigaten (centre-festplassen)                                                |

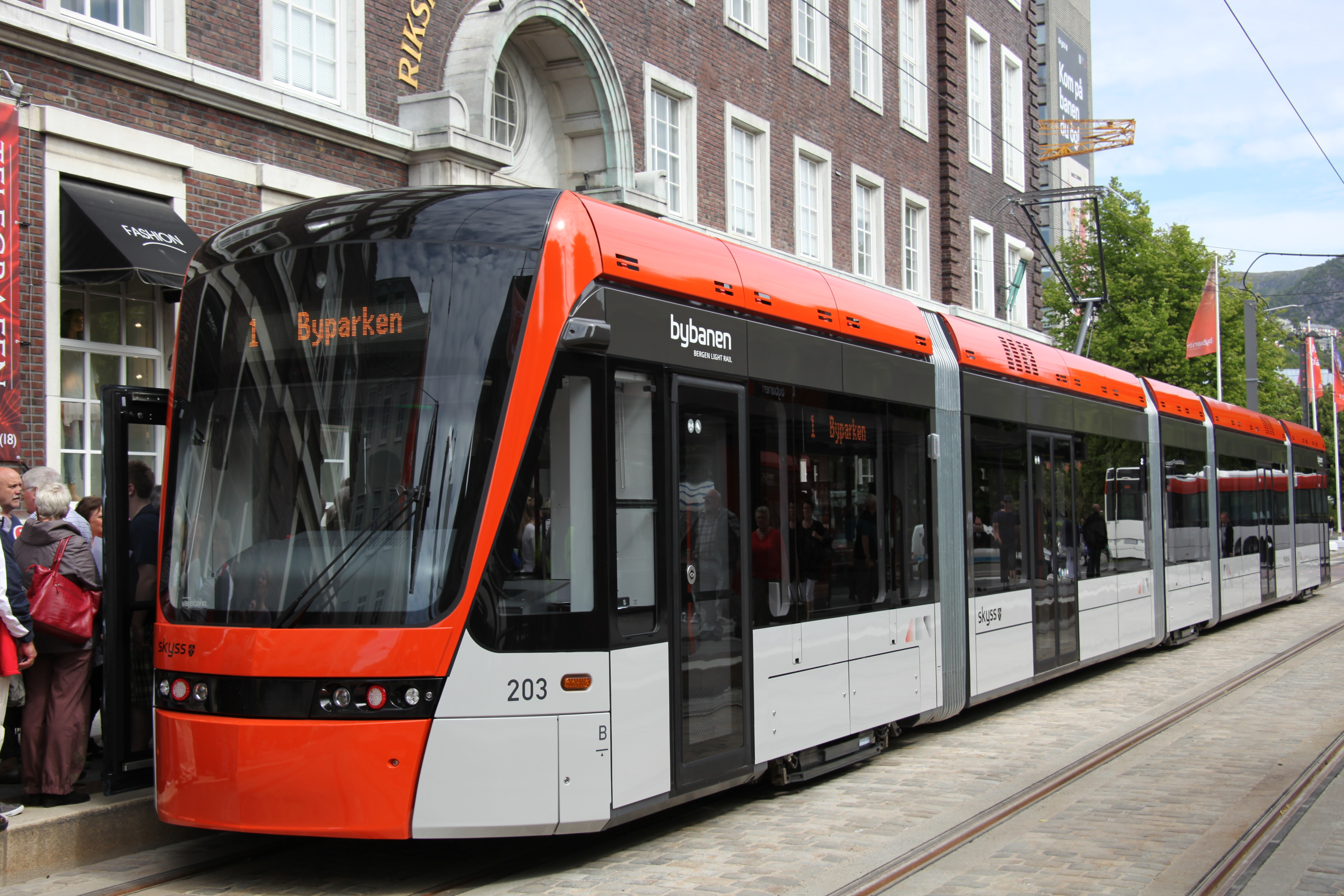
Métro léger

### -> Ligne navette de bus
|  | FB50 - Aéroport de Bergen-Flesland - Fyllingsdalen - Gare routière (correspondance ferroviaire) - Centre-ville - Jektevik Terminal (Port maritime) |

### -> La gare routière (busstasjon)
De nombreuses correspondances locales sont assurées par des lignes d'autobus ayant pour terminus ou point de passage le hub de la Gare routière. C'est notamment le cas des bus de proximité desservant les communes limitrophes de Bergen, mais également les villes voisines non desservies par le Chemin de fer. Certaines d'entre elles sont, en effet, très difficiles d'accès car entourées de fjords et autres falaises.

### -> Aéroport de Bergen-Flesland
Il s'agit principalement d'un aéroport national, surtout connecté aux autres aéroports du pays (Oslo, Trondheim, Stavanger), mais également aux grandes villes des pays scandinaves voisins (Stockholm, Göteborg, Copenhague), ainsi qu'à certaines destinations européennes importantes (Londres, Paris, Amsterdam-Schiphol, Francfort, Berlin, Malaga, Riga,...)
De nombreux vols au départ de Bergen ont pour destination la capitale Oslo, dotée d'un aéroport plus important, qui permet de nombreuses correspondances internationales et intercontinentales.

### -> Ligne maritime des fjords
|  | Fjords Line - Bergen (Jektevik Terminal) - Stavanger (Norvège) - Hirtshals (Danemark) |

### -> Fløibanen (funiculaire)
|  | Mont Fløien express - Vetrlidsalmenning (centre-ville) > Promsgate > Fjellveien > Skansemyren > Fløyen |

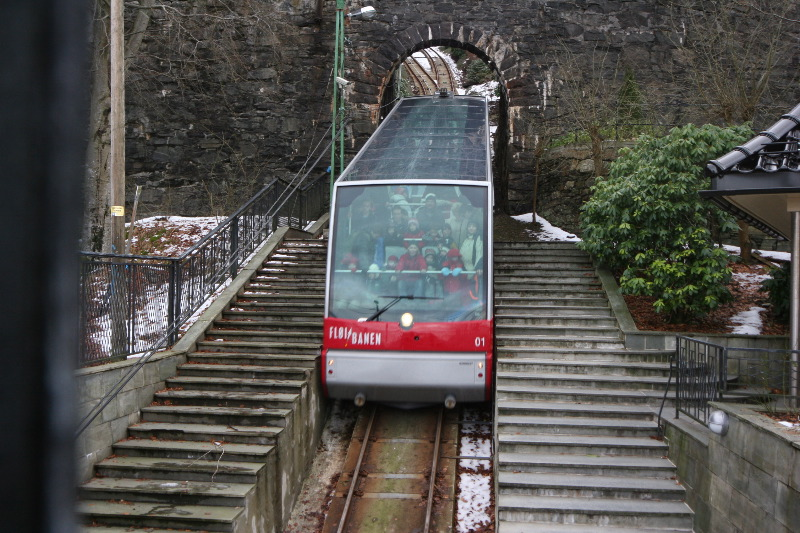
Le funiculaire